# Podmokłe Łąki i Zapadliska w Zagórzu (Sosnowiec)
Podmokłe Łąki i Zapadliska w Zagórzu – cenny ekologicznie obszar znajdujący się w sosnowieckiej dzielnicy Zagórze, na granicy z Lasem Zagórskim. Obszar cenny ze względu na różnorodność siedlisk, jak również ze względu na dynamikę zmian biocenotycznych. Rozległy teren zdominowane są przez zbiorowiska łąk wodnych. Wiele mniejszych z nich sezonowo wysycha lub przekształca się w obszary bagienne. Otaczają one stare zabudowania z agrocenozami z dzikich drzew owocowych, w których można spotkać stare odmiany drzew owocowych. Miejsca nieco wyniesione zajmują murawy ciepłolubne z zawciągiem pospolitym. W środkowej części tego obszaru znajduje się staw zasilany wodami małego cieku, a w jego otoczeniu znajduje się młode tereny leśne z brzozą cukrową, brzozą brodawkowatą, olszą czarną, topolą czarną, świerkiem pospolitym i dębem szypułkowym. Planuje się objęcie tego obszaru ochroną w formie użytku ekologicznego.